# Niedziałki (gromada)
Niedziałki – dawna gromada, czyli najmniejsza jednostka podziału terytorialnego Polskiej Rzeczypospolitej Ludowej w latach 1954–1972.
Gromady, z gromadzkimi radami narodowymi (GRN) jako organami władzy najniższego stopnia na wsi, funkcjonowały od reformy reorganizującej administrację wiejską przeprowadzonej jesienią 1954 do momentu ich zniesienia z dniem 1 stycznia 1973, tym samym wypierając organizację gminną w latach 1954–1972.
Gromadę Niedziałki z siedzibą GRN w Niedziałkach utworzono – jako jedną z 8759 gromad na obszarze Polski – w powiecie sandomierskim w woj. kieleckim, na mocy uchwały nr 13j/54 WRN w Kielcach z dnia 29 września 1954. W skład jednostki weszły obszary dotychczasowych gromad Niedziałki, Ruda i Szczeka ze zniesionej gminy Rytwiany oraz Rudniki ze zniesionej gminy Tursko Wielkie w tymże powiecie.
Dwa dni później, 1 października 1954, gromada weszła w skład nowo utworzonego powiatu staszowskiego w tymże województwie, gdzie ustalono dla niej 17 członków gromadzkiej rady narodowej.
Gromadę zniesiono 1 stycznia 1969, a jej obszar włączono do gromad Rytwiany (wsie Niedziałki, Ruda i Szczeka) i Połaniec (wieś Rudniki).